# Ayrens
Ayrens (okzitanisch: Airen) ist eine französische Gemeinde mit 618 Einwohnern (Stand: 1. Januar 2022) im Département Cantal in der Region Auvergne-Rhône-Alpes. Sie gehört zum Arrondissement Aurillac und zum Kanton Saint-Paul-des-Landes. Die Einwohner werden Ayrencois genannt.

## Geografie
Ayrens liegt etwa elf Kilometer nordwestlich von Aurillac. Der Fluss Braulle durchquert das Gemeindegebiet im Norden, im Süden verläuft der Meyrou und sein Zufluss Ruisseau d’Ayrens. Umgeben wird Ayrens von den Nachbargemeinden Saint-Illide im Norden, Freix-Anglards im Nordosten und Osten, Jussac im Osten, Teissières-de-Cornet im Südosten, Saint-Paul-des-Landes im Süden, Nieudan im Westen sowie Saint-Victor im Westen und Nordwesten.

## Bevölkerungsentwicklung
| Jahr                       | 1962 | 1968 | 1975 | 1982 | 1990 | 1999 | 2006 | 2019 |
| Einwohner                  | 513  | 505  | 444  | 544  | 545  | 494  | 546  | 629  |
| Quellen: Cassini und INSEE |      |      |      |      |      |      |      |      |

## Sehenswürdigkeiten
- Kirche Saint-Christophe
- Schlossruine Clavières, ursprünglich als Burg im 13. Jahrhundert errichtet, um 1900 als Schlossanlage vollendet, 1936 ausgebrannt

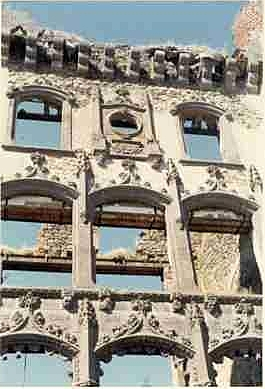
Schlossruine Clavières